# Vilém z Rubroeku

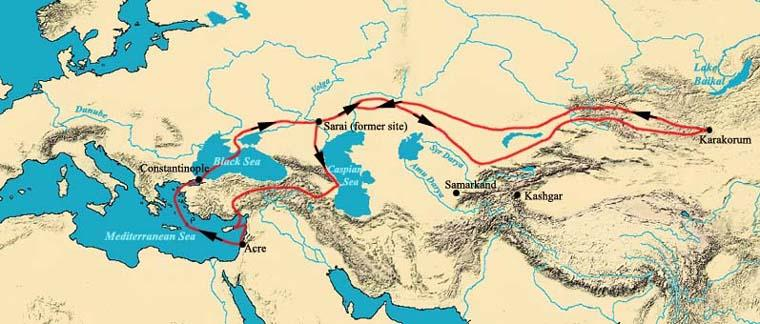
Rubroekova cesta

Vilém z Rubroeku též Vilém Rubruk (asi 1220? Cassel, Vlámsko – 1270/1293?) byl vlámský františkán, cestovatel a spisovatel.
V roce 1253 na přání francouzského krále Ludvíka IX. a papeže Inocencem IV. podnikl výpravu k mongolskému chánovi Möngkeovi do Karakorumu. Jeho úkolem bylo obrátit chána na křesťanství a získat ho na stranu evropských panovníků proti Saracénům. Vydal se do Palestiny, poté do Konstantinopole a přes Černé moře na Krym a podél Azovského moře přešel k řece Volha. Pokračoval severně od Aralského jezera do Turkestánu a přes Altaj dospěl v prosinci roku 1253 do chánova hlavního města Karakorumu, které leželo západně od dnešního Ulánbátaru, kde pobýval 6 měsíců. V roce 1254 se vydal zpět kolem Kaspického moře, Arménii a Kypr došel 15. srpna 1255 do Tripolisu.
Díky této pozoruhodné výpravě vznikl jeden z nejlepších cestopisů své doby. Jedná se o pečlivý záznam nejen historický a etnografický, ale hlavně geografický. Přinesl první informace o Mandžusku, Koreji a Tibetu.

## Dílo
- Itinerarium fratris Willielmi de Rubruquis...ad Partes Orientales. vyd. u Hakluyta, sv. I, Londýn 1599.
- WYNGAERT, Arn van den. Sinica Franciscana I.. moderní vydání jeho díla. vyd. Quaracchi - Firenze: [s.n.], 1929.
- ROCKHILL, W. W. The Journey of William ofRubruck to Eastern Parts of the World. anglický překlad. vyd. Londýn: [s.n.], 1900. Dostupné online.
- KNOBLOCH, Edgar, Pavel Poucha. Putování k Mongolům. první české vydání. vyd. Praha: Státní nakladatelství krásné literatury a umění, 1964. 383 s.